# Lew Zealand
Lew Zealand is een Muppet-pop die voor het eerst voorkwam in het derde seizoen van de komische poppenserie The Muppet Show. Zijn naam verwijst naar Nieuw-Zeeland en Lew Grade, een van de mensen achter de productie van The Muppet Show.
Hij is een variété-artiest met slechts één act op zijn repertoire: het werpen van boemerangvissen. Zijn piekhaar, snor, glimmende rode neus en zijn molensteenkraag geven hem een clownesk uiterlijk. Het personage werd door de schrijvers van The Muppet Show bedacht nadat Jim Henson hun vroeg de meest foute artiest ooit te bedenken. Omdat Lew Zealand in eerste instantie slechts eenmalig zou optreden, werd de eerste pop gemaakt van een Whatnot. Het personage is echter nooit uit beeld verdwenen. Een reden om een vaste Lew Zealand-pop te vervaardigen.
Lew Zealand werd vanaf zijn eerste optreden in 1978 tot ongeveer 2002 gespeeld door Jerry Nelson. Inmiddels heeft Matt Vogel de pop van hem overgenomen.
De Nederlandse stem van Lew Zealand is Fred Meijer in The Muppets, Muppets Most Wanted, Muppets Now en Muppets Haunted Mansion.